# Tricyphona (Tricyphona) ericarum
Tricyphona (Tricyphona) ericarum is een tweevleugelige uit de familie Pediciidae. De soort komt voor in het Oriëntaals gebied.